# Machiguenga
I Machiguenga (altri nomi: Machigenga, Matsigenka, Matsigenga) sono un gruppo indigeno delle regioni del sud-est del Perù, a est di Machu Picchu, presso il bacino del Rio Urubamba e quello dell'Rio Alto Madre de Dios. La cultura di questa tribù è basata sulla caccia e sul raccolto.

## Vita in famiglia
In media, le donne si sposano all'età di 16 anni, e hanno una media di otto - dieci gravidanze. La mortalità infantile è alta. Durante i pasti, gli uomini mangiano per primi, e le donne e i bambini si dividono ciò che rimane. Anche se conoscono come usare certe piante come rimedio naturale medicinale, la gente Machiguenga è vulnerabile a malattie portate dal mondo esterno. L'alfabetizzazione è compresa tra il 30% e il 60% della popolazione. La gente della tribù indossa una tunica fatta a mano chiamata cushmas, con un collo a V per gli uomini, e un collo dritto per le donne. Le loro capanne sono create usando legni di palma e foglie di palma. Ogni nucleo famigliare è governato da un "uomo capo". I Machiguenga credono negli spiriti malvagi, essendo di fede animista.

## Lingua
La lingua dei Machiguenga appartiene al gruppo Campa delle lingue Arawak, parlata da circa 12.000 persone in Perù. Ci sono due dialetti della lingua Machiguenga; Machiguenga e Nomatsigenga. Parlano anche la lingua Caquinte, ma questo viene considerato un idioma distinto.